# Амброуз Биърс
Амброуз Гуинет Биърс (на английски: Ambrose Gwinnett Bierce; 1842-1914) е американски сатирик, критик, издател, журналист и автор на къси разкази.
Най-известното му произведение – „Речникът на дявола“, иронизира американската култура и търси по-практични дефиниции за общоприети понятия. За него Томас Стърнз Елиът казва: „Речникът на дявола“ е коктейл от развенчани митове и разчупени шаблони, подправени с неудържим хумор, остроумие и сарказъм.

## Частична библиография
- Речникът на дявола, The Devil's Dictionary (1906 – 1911)
- Една лятна нощ, One Summer Night (1906)
- Изобретателният патриот, The Ingenious Patriot (1968)
- Син на боговете, A Son of the Gods – разказ